# 豊中分屯地

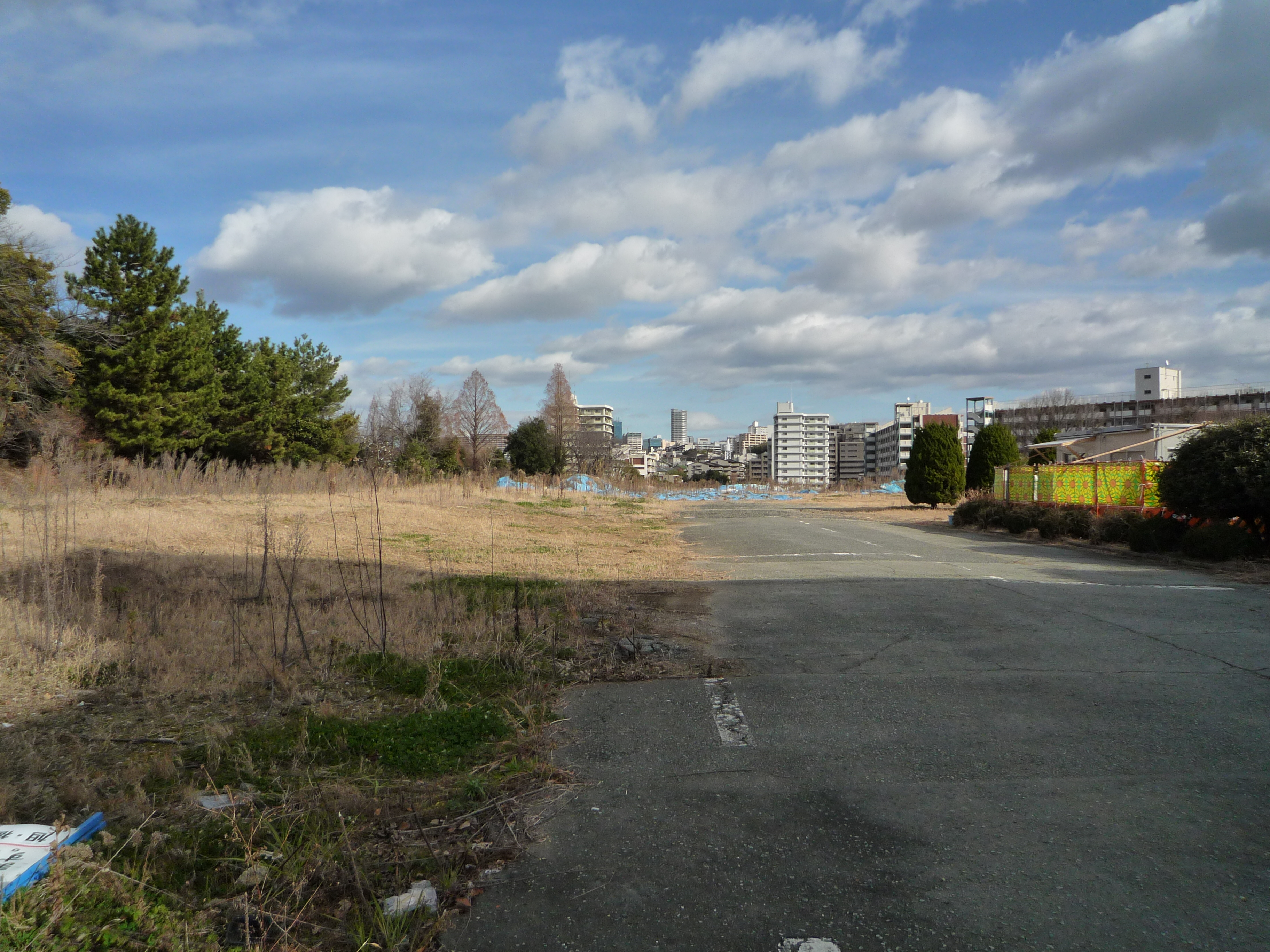
分屯地跡

豊中分屯地（とよなかぶんとんち、JGSDF Vice-Camp Toyonaka）は、陸上自衛隊伊丹駐屯地の分屯地。大阪府豊中市（北緑丘1-7-1）で、府道43号線（豊中ロマンチック街道）に面し中部方面輸送隊などが駐屯していた。
2006年（平成18年）3月24日をもって閉鎖し、同地（豊中市北部から箕面市牧落にあった）は、民間に払い下げされショッピングセンターやマンション、住宅街になった。

## 沿革
陸上自衛隊伊丹駐屯地豊中分屯地
- 1955年（昭和30年）1月：伊丹駐屯地に隷属する分屯地として開設。
- 1980年（昭和55年）3月25日：中部方面輸送隊が伊丹駐屯地から移駐。
- 1985年（昭和60年）3月20日：第303輸送隊を第312輸送中隊に改編。
- 2002年（平成14年）3月27日：第312輸送中隊を第305輸送隊に改編。
- 2004年（平成16年）3月27日：中部方面後方支援隊編成完結により同隊隷下に編合。第104輸送業務隊が新編。
- 2006年（平成18年）
  - 3月24日：中部方面輸送隊が桂駐屯地へ[1]、送信所は兵庫県川西市久代へ移転。
  - 3月26日：分屯地廃止[2]。

## 駐屯していた部隊など
- 中部方面輸送隊：2006年（平成18年）3月24日桂駐屯地へ移駐。
- 豊中送信所（中部方面通信群管轄の無線通信設備）：2006年（平成18年）3月24日兵庫県川西市久代へ移転。

## 最寄の幹線交通
- 高速道路：中国自動車道豊中IC
- 一般道：国道171号、国道176号、国道423号、大阪府道2号大阪中央環状線、大阪府道・京都府道43号豊中亀岡線
- 鉄道：阪急電鉄箕面線 牧落駅
- 飛行場：大阪国際空港（第一種空港）